# Hansenius milloti
Hansenius milloti är en spindeldjursart som beskrevs av Max Vachon 1937. Hansenius milloti ingår i släktet Hansenius och familjen tvåögonklokrypare. Inga underarter finns listade i Catalogue of Life.